# Alejandro Echaniz
Alejandro Echaniz Partida (ur. 7 września 1942) – meksykański zapaśnik walczący w obu stylach. Olimpijczyk z Tokio 1964, gdzie odpadł w eliminacjach w wadze lekkiej do 70 kg.

## Letnie Igrzyska Olimpijskie 1964
| Konkurencja                | Walki                    | Walki                 | Klas. końcowa |
| Konkurencja                | Pierwsza runda           | Druga runda           | Miejsce       |
| -------------------------- | ------------------------ | --------------------- | ------------- |
| styl klasyczny, waga lekka | Wahid Ullah Zaid (AFG) R | Rune Johnsson (SWE) P | druga runda   |

| Konkurencja            | Walki                | Walki                    | Klas. końcowa |
| Konkurencja            | Pierwsza runda       | Druga runda              | Miejsce       |
| ---------------------- | -------------------- | ------------------------ | ------------- |
| styl wolny, waga lekka | Sidney Marsh (AUS) P | Kenny Stephenson (GBR) P | druga runda   |